# Брезе при Кумполю
Брезе при Кумполю (на словенски: Brezje pri Kumpolju) е село в Словения, Средна Словения, община Лития. Според Националната статистическа служба на Република Словения през 2015 г. селото има 11 жители.